# Codington megye
Codington megye az Amerikai Egyesült Államokban, azon belül Dél-Dakota államban található. Megyeszékhelye és legnagyobb városa Watertown. Lakosainak száma 28 325 fő (2020. április 1.). Codington megye Grant, Deuel, Hamlin, Clark és Day megyékkel határos.

## Népesség
A megye népességének változása:
| Lakosok száma | 27 216 | 27 399 | 27 588 | 27 853 | 27 939 | 28 325 |
|               | 2010   | 2011   | 2012   | 2013   | 2015   | 2020   |